# Nye (Svezia)
Nye è un'area urbana della Svezia situata nel comune di Vetlanda, contea di Jönköping .